# Personal (Zeitschrift)
Personal – Zeitschrift für Human Resource Management war eine von 1968 bis 2011 erscheinende Fachzeitschrift für strategische Personalwirtschaft. Sie war der Nachfolger von Mensch und Arbeit –  Zeitschrift für schöpferische Betriebsführung (erschienen seit dem 1. April 1949) und wurde von Personal quarterly beerbt.
Sie richtete sich an Führungskräfte in den Personalabteilungen von privaten Unternehmen und der öffentlichen Verwaltung. Die unterschiedlich großen Beiträge umfassten die Bereiche Personalwesen, Personalführung, Personalentwicklung, Personalmanagement und Arbeitsrecht.
Von 1968 bis 1991 erschien die Zeitschrift beim Verlag Mensch und Arbeit in München, von 1991 bis 2001 dann beim Wirtschaftsverlag Bachem in Köln und zuletzt von 2001 bis 2011 in der Verlagsgruppe Handelsblatt in Düsseldorf.
Die Zeitschrift erschien zunächst unregelmäßig, später dann monatlich. Sie trug im Laufe der Zeit unterschiedliche Titelzusätze wie Mensch und Arbeit im Betrieb, Problemlösungen und Personalführung + Technik + Organisation. Hinzu kamen Sonderausgaben und Spezials. Zuletzt war von 2004 bis 2011 die Wirtschaftsjournalistin Ruth Lemmer Chefredakteurin.